# Jožef Tominc

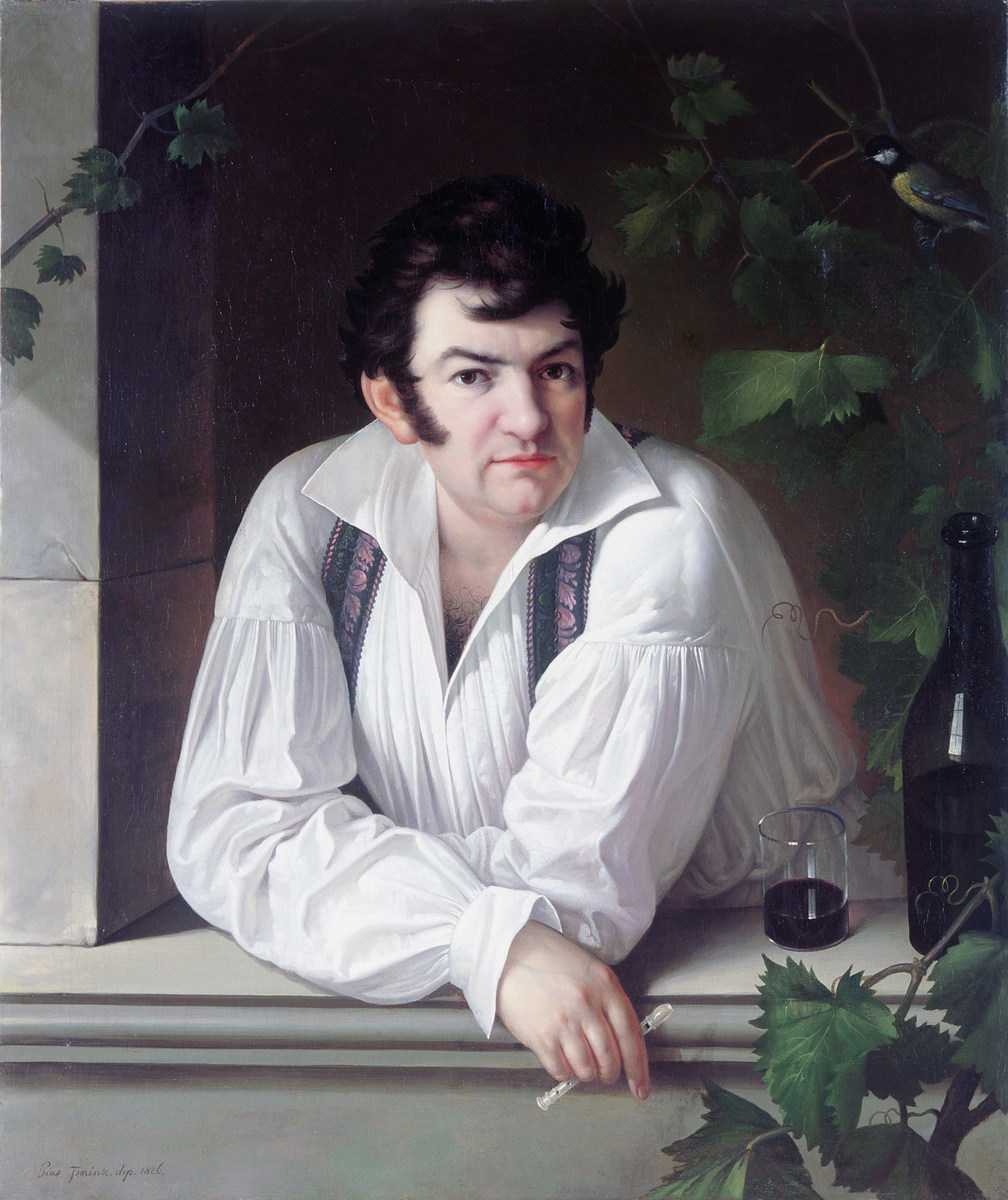
Jožef Tominc självporträtt (1826)

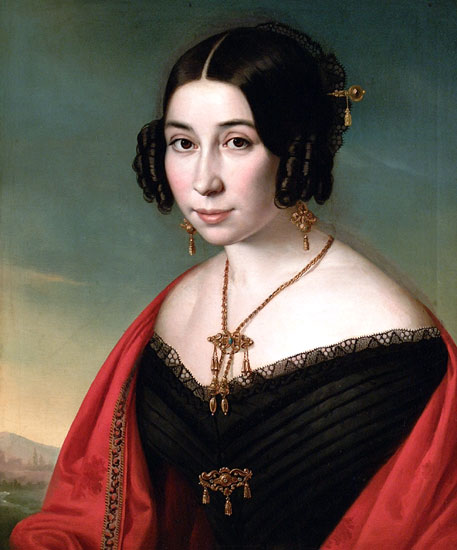
Teresa Deperis Alimonda av Jožef Tominc (cirka 1839)

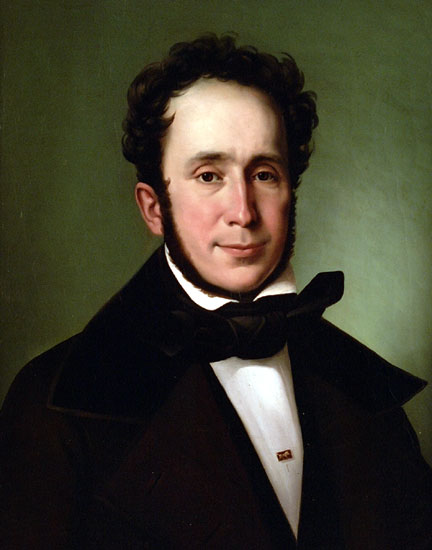
Pietro Melchiorre Alimonda av Jožef Tominc (cirka 1839)

Jožef (Jakob) Tominc (italienska: Giuseppe Tominz), född 6 juli 1790 i Gorizia, död 22 april 1866, var en italiensk konstnär. 

## Biografi
Jožef föddes i Gorizia, Italien, och var son till Ivan och Marjana (född Janežič). Han var det andra barnet i en syskonskara som kom att bestå av elva barn. Fadern handlade med järn. Modern dog år 1802 och fadern gifte om sig med Katarina (född Baumeister) och fick ytterligare två barn. Jožef gick i grundskolan hos Piaristerna i Gorizia och undervisades i teckning från tredje klass. Han utbildade sig även hos Karel Kebar (1764–1810) som var en lokal konstnär. I slutet av mars 1809 åkte han till Rom. Från 1810 till 1817 levde och studerade han på Accademia di San Luca. Där han även år 1814 vann en silvermedalj för sitt måleri. År 1816 gifte han sig med Marija Ricci och fick en son 1818, August som även han blev målare. År 1818 besökte han Neapel innan han en kort period år 1819 besökte Wien. Från 1821 till 1823 målade han i Ljubljana mest porträtt av borgarna och medlemmarna av kongressen, religiösa målningar samt ett porträtt av Ferdinand I av Österrike. År 1830 åkte han till Trieste och hade även en separatutställning där. År 1855 återvände han till Gorizia och flyttade sen till sin bror i Gradišče nad Prvačino. Tolminc levde där fram till sin död år 1866.
Hans liv och öde symboliserar ställningen av en intellektuell konstnär som levde i två kulturer. Han var en kosmopolitiskt och framstående målare och ingår i den centraleuropeiska kulturen. 

## Verk
I Rom utvecklade Tominc en distinkt teknik, hans figurer och objekt var plastiska med kalla färger. Han målade i en klassisk stil som liknande Ingres och Vincenzo Camuccini. Hans porträtt var influerade av Biedermeier. Han var känd för sin tekniska skicklighet vilket man ser på de material han målade: tyg, spets, porslin och polerat trä. Han var speciellt skicklig att framställa blänkande ytor, smycken, kläder och personers distinkta särdrag, ibland även med humor och ironi. Tomincs skicklighet syns även i de 25 porträtten av engelska sjöofficerare som han målade på 25 dagar år 1836.
Tomincs hel- och halvfigursporträtt innehåller ofta landskap i bakgrunden och objekt eller utsikter som relaterar till den avporträtterade personens yrke eller ägodelar/egendom. I hans porträtt ser man en klar skillnad mellan de olika klasserna. I framställningar av medelklassen betonade han deras fasta moraliska attityd, dygd, måttfullhet och insikt. I hans porträtt av aristokrater betonas det som indikerar deras sociala ställning som familjens rikedom. Han målade även religiösa scener i nasarenernas stil eller efter Rafael och Pierre Mignard.
Det som skiljer Tominc från hans samtida slovenska målare Matevž Langus (1792–1855) och Mihael Stroj (1803–1871) är hans kritiska distans till sina modeller och hans förmåga att framställa ansikten med antydan till humor men utan fräckhet.
Hans verk finns utställda i Narodna galerija (Nationalmuseet) i Ljubljana, flera museer i Gorizia samt Museo Revoltella i Trieste.